# Rock en la Piel
Rock en la Piel é um álbum de estúdio da boy band argentina Tremendo. Trata-se do primeiro álbum do grupo e foi lançado em 1984 em seu país natal, pela gravadora MICSA. Integravam o grupo os cantores: Walter Martin (Walter), Gustavo Gabriel Blanco (Gustavo), Dario Fabio Cerasia (Dario), Teodoro Mário Varmazidis (Teo) e Carlos Mário Cazuza (Marito).
Após o seu lançamento, como forma de divulgação, o grupo passou a se apresentar em um número substancial de programas da TV argentina. Sua primeira apresentação ocorreu no Sábados de la Bondad, do Canal 9, de Buenos Aires. Sobre essa primeira experiência o integrante Marito revelou: "Foi a primeira vez que pisamos em um canal. Não cantamos - faziam playback - só tivemos que fazer a coreografia. Ainda estávamos com os nervos à flor da pele", disse.
Dois meses após a promoção, as vendas atingiram a marca de 75 mil cópias no país. Logo, ganharam o primeiro disco de ouro. Estima-se que as vendas tenha atingido as 200 mil cópias no total, o que o tornou elegível a um disco triplo de platina.

## Lista de faixas
Créditos adaptados dos encartes dos LPs Rock en la Piel, de 1984, e Tremendo, de 1985.

### Lado A
| N.º | Título                      | Compositor(es)                | Cantam         | Duração |  |
| 1.  | "Soy Tremendo"              | D. Crotti, H. Capuano         | Marito y todos | 3:32    |  |
| 2.  | "Te Pregunto Por Mi"        | N. Gurvich, F. Falcón, Oliver | Dario          | 4:17    |  |
| 3.  | "Rock En La Piel"           | Luc Plamondon, Julien Clerc   | Walter         | 3:34    |  |
| 4.  | "Cuando La Musica Suena"    | Jean Jacques Golman           | Walter y Teo   | 3:29    |  |
| 5.  | "Todos Bailan En La Fiesta" | P. Haouzi, J. Lahcene         | Gustavo        | 3:03    |  |

### Lado B
| N.º | Título                    | Compositor(es)                        | Cantam | Duração |  |
| 6.  | "Sreet Dance"             | J. Moralli, F.Zarr, H. Bello Io       | Teo    | 4:10    |  |
| 7.  | "Solamente Pienso En Ti"  | M. A. Valenzuela, A. Vezzani          | Teo    | 3:36    |  |
| 8.  | "Lejos Del Sol"           | M. A. Valenzuela, Oliver, J. Mendonza | Walter | 3:34    |  |
| 9.  | "Juntos Lo Encontraremos" | M. A. Valenzuela, Miguelo             | Todos  | 3:03    |  |
| 10. | "Sos Como El Fuego"       | M. A. Valenzuela, Oliver              | Dario  | 3:28    |  |

## Certificações e vendas
| Região    | Título          | Certificação | Vendas  |
| --------- | --------------- | ------------ | ------- |
| Argentina | Rock en la Piel | Ouro         | 200,000 |